# 빼꼼 (캐릭터)
빼꼼은 애니메이션 빼꼼의 주인공이다.
해외판 이름은 영어권 국가판에서는 버나드(Bernard), 중국판에서는 베이켄시옹/패긍웅(贝肯熊)이다.

## 소개
수컷 북극곰으로 강한 괴력과 거대한 몸집을 지닌 북극곰이다. 그가 물품들을 건드릴 때 만행 수준으로 파손해 버린다. 그리고 대부분의 만화 캐릭터들이 그랬듯이 절대 죽지 않는 불사신이다.(다만 1기 25화 '박물관에서'와 47화 '오아시스'편에서는 사망해서 제외한다.) 하지만 I Love Sky라는 제목의 익스트림 스포츠의 파일럿판에서는 거대 선인장에 부딪힌 후 사막 절벽에서 추락하고 넘어지는 그 선인장에 깔려 죽었는지, 마지막 RG 애니메이션 로고와 노란 배경이 있는 장면에서 머리 위에 헤일로를 달고 뛰어간다.
친구들(후다닥, 꽁꽁, 도도, 꼴통 등)과는 베베를 제외하고 앙숙 관계이며, 특히 후다닥과 라이벌이다. 도도와는 가끔 친구 관계이기도 하다.

## 행적
각 시즌 첫 화만 작성한다.

### 1기
스카이다이빙: 비행기에서 졸다가 출발신호가 울리자 가방을 잘못 메고 뛰어내린다. 그러다가 낙하산 가방이 아닌 것을 알아채자 낙하산 대신 쓸 수 있는 것을 찾기 위해 가방을 뒤적거렸지만 과일, 그릇, 보자기 등의 물건들을 내던진다. 그리고 우산을 발견하자 억지로 꺼내어 스카이다이빙을 성공한 듯 하지만 우산이 부서져 실패한다. 게다가 괴상한 춤을 추는 도중 소똥에 빠져버렸다.

### 2기
헬스클럽 2: 운동을 하던 중 도도에게 반해버려 그녀에게 실력을 보여주기 위해 무리한 운동을 하게 된다. 마지막에는 바벨로 헬스클럽 바닥을 파손하여 날아가 버렸다.

### 3기
탁구: 꽁꽁과 탁구시합을 하는데, 꽁꽁이 너무 느리게 친 공을 갑자기 치기 위해 뛰어들다가 탁구대를 깔아뭉개고 만다. 빼꼼도 탁구대 사이에 끼었다.

### 게임
모든 게임 공통으로 물건들을 파손하는 만행을 저지르지 않으며, 꽁꽁을 닮은 아기 펭귄들을 구출하고, 친하게 지낸다.

## 만행 목록
- 힘센 빼꼼답게 그만큼의 만행을 많이 저지르는 편이다.

## 기타
- 빼꼼이 지르는 비명의 소리는 '끼야아아아아아아!'이다. 라바의 옐로우와 피자 타워의 주인공 페피노의 비명으로도 사용되었다.
- 특수요원 빼꼼에서는 최초로 말을 할 수 있게 되었다. 다만 사람과는 대화할 수 없고 동물과 대화할 수만 있다.
- 뽀롱뽀롱 뽀로로의 등장인물 포비와 종이 같은 북극곰인 것 또한 비슷해서 헷갈려 하거나 엮는 사람들이 많다. 공교롭게도 두 캐릭터는 같은 방송사에서 공동 제작했다는 공통점이 있다. 년도 상으로는 빼꼼이 선배였다.
- 2기부터 담당한 성우인 김태균은 컬투의 개그맨 김태균과 동명이인이며, 음향감독을 담당했었다.
- 그가 운전하는 차는 포르쉐 550이나, 라이센스 미취득으로 형태가 바뀌어 있다. 반대로 라이벌인 후다닥의 차는 포르쉐 911이다.
- 방귀를 뀌는 습관이 있다.